# Geoemyda spengleri
La tortuga hoja de pecho negro (Geoemyda spengleri), también conocida como tortuga de hoja vietnamita o tortuga de pecho negro de la colina, es una especie de tortuga perteneciente a la familia Geoemydidae (anteriormente conocida como Bataguridae). Se trata de la especie de tortuga más pequeña de Asia y una de las más pequeñas del mundo. La especie es endémica del sureste asiático. 

## Rango geográfico
G. spengleri vive en zonas montañosas con una considerable altitud (entre 800 y 1400 msnm). Puede ser vista al pie de árboles, escondida entre la hojarasca y siempre cerca de riachuelos. Se puede encontrar al sur de China, en el norte de Vietnam y en la isla de Hainan. Recientemente han sido descubiertos ejemplares en Laos (todavía está por comprobar si han sido individuos introducidos).

## Etimología
Su nombre científico, 'spengleri', es en honor al naturalista danés Lorenz Spengler.

## La especie como mascota
G. spengleri es a veces mantenida como mascota. Esta especie tiene unos requerimientos de mantenimiento (temperatura, humedad, iluminación y alimentación) que hacen que no sea una especie apta para principiantes. 
Los ejemplares importados de esta especie suelen enfermar y morir con gran facilidad (Stuart McArthur), por lo que no se recomienda adquirir aquellos que se sospeche que han sido capturados de su hábitat natural. 
La especie está declarada como 'amenazada' y 'en peligro' por la IUCN, por lo que aquellos que la mantengan en cautividad deben ser responsables y consecuentes con esta condición. Deben cumplirse las condiciones de la CITES para su comercio, pues Geoemyda spengleri se incluye en el Apéndice II de la convención.

## Lectura sugerida
- Wilke, Hartmut (1998). #Tortuga y Tortugas de Caja. Nueva York: Barron Serie Educativa, Hauppauge Inc.
- Un Zoo en Casa (G. spengleri)
- PIERLONI, A.: Black-Breasted Leaf Turtles – The natural History, Captive care. And Breeding of Geoemyda spengleri and Geoemyda japonica (2016).